# Дневной Дозор (фильм)
«Дневно́й Дозо́р» — российский фильм режиссёра Тимура Бекмамбетова, снятый в 2005 году по серии романов Сергея Лукьяненко. Продолжение фильма «Ночной Дозор», вышедшего в 2004 году. Премьера фильма состоялась в новогоднюю ночь 2006 года, в кинотеатре «Октябрь» в Москве. Фильм стал первым в истории российского кинематографа, чьи кассовые сборы превысили 1 000 000 000 рублей.

## Сюжет
Сюжет фильма сильно отличается от романа «Дневной Дозор» и в некоторой степени согласуется со второй и третьей частями книги «Ночной Дозор».
Пролог повествует о Меле судьбы. Главный действующий персонаж пролога — среднеазиатский эмир Тамерлан, которому удаётся переписать свою судьбу с помощью этого артефакта — в первом варианте судьбы он, проявив милосердие к врагу, был смертельно ранен им в спину.
Светлый Иной Антон Городецкий и практикантка Светлана едут в служебном грузовике. Им поступает вызов — нападение Тёмного на людей. Антон, однако, препятствует задержанию Тёмного Иного, поскольку узнаёт в нём своего сына Егора. В ходе преследования Антону удаётся перейти на другой уровень Сумрака, что ранее ему было недоступно. Балаклава Егора как вещественное доказательство попадает к Светлым, Тёмные весьма обеспокоены этим.
Тем временем старший Саушкин просит у Завулона дать отсрочку сыну, поскольку Костя Саушкин не хочет убивать людей и вполне обходится донорской кровью. Завулон за это требует от него некую услугу, как потом оказывается — скомпрометировать Городецкого.
Городецкий крадёт вещественные доказательства, ту самую балаклаву, из хранилища Светлых. Именно в это же время происходит убийство Тёмной Иной Галины Роговой, которая является наставницей Егора. Улики указывают на Антона. Антон и Ольга (Великая Светлая) меняются телами по приказу Гесера. Антон в теле Ольги едет к Светлане домой. Следует сцена у Светланы в ванной: он признаётся в том, что он не Ольга, и говорит ей о своей любви.
Тем временем Тёмные ведут свою игру. Любовница Завулона Алиса и Костя Саушкин влюбляются друг в друга.
После ряда перипетий Антон, наконец, добывает Мел и узнаёт, что с его помощью можно менять только свою судьбу.
Кульминацией фильма является день рождения Егора. Его столкновение со Светланой приводит к возобновлению войны между Светлыми и Тёмными, в ходе которой Завулон убивает Костю, а Алиса тщетно пытается его оживить с помощью Мела. Москва повержена в хаос. Тёмная энергия уничтожает дома, разрушает Останкинскую телебашню. В критический момент, когда Антон Городецкий находится на волоске от смерти, появляется Гесер и «замораживает» время. Антон сообщает Гесеру, что он вернул украденный Егором Мел Судьбы. У Антона появляется некоторое время, пока действует «заморозка», и он пишет на полуразрушенной стене бывшего дома старой ведьмы, к которой приходил в начале первого фильма, слово «нет», тем самым возвращая момент, ставший ключевым в его жизни.
Отказавшись от услуг ведьмы, Антон, оставшийся обычным человеком, выходит из её квартиры и встречает Семёна, Илью и Катю, готовившихся к облаве, а затем Светлану, тоже в те времена обычную женщину. Он знакомится с ней, и они уходят вместе под дождём, а вслед им смотрят Гесер и Завулон, мирно играющие в домино и обсуждающие дальнейшие варианты судьбы Антона и Светланы.

## В ролях
| Актёр                | Роль                                          |
| -------------------- | --------------------------------------------- |
| Анатолий Максимов    | закадровый голос                              |
| Константин Хабенский | Антон Городецкий                              |
| Мария Порошина       | Светлана Назарова / Великая Иная              |
| Владимир Меньшов     | глава Ночного дозора Гесер                    |
| Галина Тюнина        | Ольга                                         |
| Виктор Вержбицкий    | глава Дневного дозора Завулон                 |
| Жанна Фриске         | ведьма Алиса Донникова любовница Завулона     |
| Дмитрий Мартынов     | Егор                                          |
| Валерий Золотухин    | отец Кости Валерий Саушкин                    |
| Алексей Чадов        | вампир Костя Саушкин сосед Антона Городецкого |
| Нуржуман Ихтымбаев   | хозяин закусочной Зоар                        |
| Алексей Маклаков     | Семён                                         |
| Александр Самойленко | маг-перевёртыш Илья по прозвищу Медведь       |
| Гоша Куценко         | Игнат                                         |
| Ирина Яковлева       | Галина Рогова                                 |
| Георгий Дронов       | Толик                                         |
| Николай Олялин       | главный инквизитор                            |
| Римма Маркова        | ведьма Дарья Шульц                            |
| Анна Слю             | Тигрёнок                                      |
| Игорь Лифанов        | Гоша (оборотень-попугай)                      |
| Сергей Трофимов      | секретарь Завулона                            |
| Мария Миронова       | мать Егора                                    |

Ученики школы Светлых магов: Сергей Лукьяненко, Олег Дивов, Эдуард Геворкян.
Гости на дне рождения: Алексей Митрофанов, Юрий Айзеншпис, Мария Арбатова, Пьер Кристиан Броше, Мария Киселёва, Борис Моисеев, Никас Сафронов, Василий Шандыбин, Анита Цой, Сергей Шнуров, Вилли Токарев, Артемий Троицкий, Юрий Лонго.

## Отзывы и оценки
В прессе «Дневной Дозор» оценили не так высоко, как первую часть, «Ночной Дозор». Мнения критиков разделились, преобладали нейтральные и умеренно-положительные отзывы, но были и резко критические.
В положительных отзывах многие отмечали удачные спецэффекты фильма. Блогер Дмитрий Пучков отметил, что спецэффектов «стало значительно больше, и выглядят они значительно лучше, чем в первый раз». По мнению Михаила Попова из журнала «Мир фантастики», спецэффекты «делались щедро, не слишком обдуманно, но в итоге получилось всё равно хорошо». «Колесо обозрения, медленно путешествующее по Москве, и Останкинская башня, величественно заваливающаяся набок, — это действительно впечатляет», говорится в редакционном обзоре сайта «Афиша Mail.ru». Актёрскую игру критики тоже отметили в целом положительно.
Негативные отзывы фильм заслужил за сумбурность сюжета. Игорь Варнавский в журнале «Игромания» писал: «Сценарий вихляет из стороны в сторону, то и дело путает сюжетные нити, а всё, что надо было пояснить и разжевать, оставляет за кадром». С ним согласен Станислав Зельвенский в журнале «Афиша»: «для фильма, претендующего на лидерство в национальном прокате, подобная сюжетная расхлябанность должна быть фатальна». «Сюжет получился похожим на картину, нарисованную небрежными, широкими мазками. Но не в этом ли заключалась часть замысла режиссёра?» — задались вопросом на аналитическом сайте «Мемы и медиавирусы».
Ряд изданий отметил, что фильм практически не связан с книжным первоисточником, но не посчитали это недостатком. «Дозорный» сиквел сам по себе воспринимается достаточно целостно, как вполне логичное продолжение киноистории с сумраком и иными. Зато между фильмами и книгами огромная сюжетная разница, что метко схвачено в анекдоте, предлагающемся поместить в титры: «Все совпадения имён и событий с романом С. Лукьяненко носят случайный характер» — отметила Алла Латынина в журнале «Новый мир». Впрочем, как писали обозреватели сайта «kino-govno.com», «даже мы — такие отъявленные фанаты книжного сериала, каких ещё поискать — не имеем ничего против. Потому что мир Бекмамбетова зажил, наконец-то, по собственным законам».

## Награды и номинации
| Награды и номинации     | Награды и номинации                 | Награды и номинации                                          | Награды и номинации | Награды и номинации |
| Награда                 | Категория                           | Номинант                                                     | Результат           |                     |
| ----------------------- | ----------------------------------- | ------------------------------------------------------------ | ------------------- | ------------------- |
| MTV Russia Movie Awards | «Лучший фильм»                      |                                                              | Победа              |                     |
| MTV Russia Movie Awards | «Лучшая женская роль»               | Жанна Фриске                                                 | Победа              |                     |
| MTV Russia Movie Awards | «Лучший кинозлодей»                 | Виктор Вержбицкий                                            | Победа              |                     |
| MTV Russia Movie Awards | «Лучший поцелуй»                    | Галина Тюнина и Мария Порошина                               | Победа              |                     |
| MTV Russia Movie Awards | «Самая зрелищная сцена»             | Крушение зданий в Москве, день рождения Егора                | Победа              |                     |
| MTV Russia Movie Awards | «Лучший саундтрек»                  | «Останусь» — «Город 312»                                     | Номинация           |                     |
| MTV Russia Movie Awards | «Лучшая мужская роль»               | Константин Хабенский                                         | Номинация           |                     |
| MTV Russia Movie Awards | «Лучший кинозлодей»                 | Валерий Золотухин                                            | Номинация           |                     |
| MTV Russia Movie Awards | «Прорыв года»                       | Жанна Фриске                                                 | Номинация           |                     |
| MTV Russia Movie Awards | «Лучшая кинокоманда»                |                                                              | Номинация           |                     |
| MTV Russia Movie Awards | «Лучшая драка или сражение»         | Егор против Светланы, сцена с шарами                         | Номинация           |                     |
| «Золотой трейлер»       | «Лучший постер экшн-фильма»         |                                                              | Номинация           |                     |
| «Нарцисс»               | «Лучший художественный фильм»       |                                                              | Номинация           |                     |
| «Сатурн»                | «Лучший фильм на иностранном языке» |                                                              | Номинация           |                     |
| «Золотой орёл»          | «Лучший монтаж фильма»              | Дмитрий Киселёв                                              | Победа              |                     |
| «Золотой орёл»          | «Лучшая работа звукорежиссёра»      | Сергей Карпенко, Иван Титов, Юлий Ягудин, Александр Вартанов | Победа              |                     |
| «Золотой орёл»          | «Лучший игровой фильм»              |                                                              | Номинация           |                     |
| «Золотой орёл»          | «Лучшая операторская работа»        | Сергей Трофимов                                              | Номинация           |                     |
| «Жорж»                  | «Лучшее кино России и СНГ»          |                                                              | Победа              |                     |

## Скрытая реклама
В «Дневном Дозоре» используется скрытая реклама, хотя и менее активно, чем в «Ночном Дозоре». Однако при этом на рекламе создатели фильма заработали гораздо больше, чем в «Ночном дозоре», в котором по некоторым оценкам объём оценивается в полмиллиона, в то же время в «Дневном Дозоре» объём достигает 3 000 000 долларов.